# Lophius vomerinus
Baudroie diable, Baudroie du Cap
Espèce
Statut de conservation UICN

 NT  : Quasi menacé
Lophius vomerinus, la Baudroie diable ou Baudroie du Cap, est une espèce de poissons actinoptérygiens marins de la famille des Lophiidae et qui se rencontre au large des côtes d’Afrique australe.

## Description
Les lophiiformes sont caractérisés par un aplatissement dorso-ventral et une peau fine dépourvue d’écailles. Leur face dorsale est munie d’épines dorsales et d’un illicium surmonté d’un bulbe de chair formant un leurre pour attirer leurs proies.
Lophius vomerinus présente une nageoire dorsale soutenue par 10 à 11 rayons, une nageoire anale qui en compte 9 et des nageoires pectorales avec 22 à 26 rayons. La troisième et quatrième épine dorsale sont très courtes. Son péritoine a faible pigmentation une contrairement à l'espèce Lophius budegassa qui lui est très proche et qui présente un péritoine noir. Son corps est d’un aspect général terne compatible avec son milieu. Son dos est brun foncé avec des zones plus foncées, ventre très clair avec des bandes brunes, face dorsale des nageoires pectorales de la même couleur que le dos mais foncées dans leur partie distale. Des adaptations locales du camouflage nécessaire à leur mode de vie sédentaire et de chasse ont été remarquées.
Les femelles sont nettement plus grandes que les mâles. Elles peuvent atteindre une taille maximale d’environ 95 cm alors que les mâles n’atteignent que 67 cm au maximum. La proportion de femelles parmi les individus plus grands que 50 cm est largement supérieure à celle des mâles.

## Phylogénie
Lophius vomerinus est une espèce de poissons de la famille des Lophiidae (ordre des Lophiiformes). Lophius vomerinus bien que plus proche d'un point de vue phylogénétique de Lophius budegassa que de Lophius piscatorius, reste une espèce à part entière car suffisamment différente génétiquement de Lophius budegassa.

## Répartition et habitat
L. vomerinus est distribué au large des côtes de l’Afrique australe, du nord de la Namibie jusqu’à la pointe Est de l’Afrique du Sud,. On peut donc le retrouver au sud de l’Océan Atlantique et de l’Océan Indien.
La baudroie diable est un organisme benthique, les individus vivent tapis au fond de l’eau sur le plateau continental à des profondeurs comprises entre 100 et 450 m voire jusqu’à 600 m,,,.
Au 28 janvier 2009, L. vomerinus est considérée comme menacée sur la liste rouge de l'UICN.

## Physiologie
En tant qu’organisme benthique, L. vomerinus ne peut percevoir que très peu de lumière. Il est donc doté d’une vision scotopique lui permettant de voir dans un milieu obscur en quasi absence de lumière. L. vomerinus comme les autres lophiiformes est dépourvu de vessie natatoire.

## Comportement
L. vomerinus est un prédateur chassant avec la même stratégie que les autres lophiiformes. La première épine dorsale est modifiée en un illicium surmonté d’une protubérance charnue faisant office d’appât pour les proies de la baudroie. Elle reste immobile jusqu’à l’arrivée d’une proie qu’elle gobe rapidement. La baudroie diable est un prédateur non-sélectif qui se nourrit des proies attirées par le leurre et passant à portée. Plus la baudroie est grande plus elle est capable de se nourrir de proies de grande taille mais elle ne délaisse pas les petites proies pour autant. Les organismes les plus souvent retrouvés dans son estomac sont principalement des poissons (Merluccius capensis ; espèces des genres Coelorinchus, Nematogobius et Sardinops) et des céphalopodes (Sepia, Todarodes),. Les populations de sardines Sardinops sagax ayant diminué, L. vomerinus s’est tournée vers d’autres proies. Dans les conditions normales, l'animal ingéré par une baudroie, passera près de 214 heures (soit environ 9 jours) dans son estomac avant d’en être évacué. Cette durée s’élèvera en hiver à  456 heures (soit environ 19 jours).

## Cycle de vie
La période de reproduction a lieu tout au long de l’année mais les femelles ont un pic d’activité au cours du printemps austral (septembre à novembre). La femelle pond ses œufs au large des côtes sud-africaines. Ces derniers forment un long voile muqueux parfois appelé "radeau" lorsqu'il flotte en surface. Les larves sont présentes dans la colonne d'eau. Les jeunes adoptent un mode de vie sédentaire au fond de l’eau où ils resteront à l’âge adulte. Les femelles atteignent une maturité sexuelle plus tardivement que les mâles (respectivement 8 et 5 ans). Les tailles estimées auxquelles 50% des individus atteignent la maturité sexuelle est de 39,9 cm pour les mâles et 58,2 cm pour les femelles. Cette différence de taille remarquable s’explique par la nécessité des femelles à produire une grande quantité d’œufs. Les gonades peuvent constituer jusqu’à 31% de la masse des femelles. On estime que Lophius vomerinus a une longévité d’environ 10 ans.
L’âge des individus peut être calculé à partir des anneaux de croissance présents dans les otolithes ou dans l'illicium,. Les espèces australes du genre Lophius, comme L. vomerinus, ont une croissance plus lente que les espèces septentrionales. Cela se remarque au niveau des anneaux de croissance.

## Lien avec l'Homme
Parmi les lophiiformes, le genre Lophius subit la plus forte pression de pêche. Il est nécessaire de veiller à la survie des stocks étant donnée la maturité tardive des individus,. L. vomerinus représente 94% des baudroies débarquées en Namibie. Bien qu’il s’agisse d’un poisson accessoirement pêché lors de la pêche au Merlu du Cap, elle était pêchée avec L. vaillanti à raison de 17 000 tonnes par an en 1998, soit un équivalent de 19,8 M$. Une limite de prélèvement a été fixée en 2005 à 7 000 tonnes. La valeur marchande de la tête de la lotte est sous-estimée jusqu'à présent alors qu'elle représente jusqu’à 30% de la masse du poisson. Elle est généralement transformée en sous-produits à faible valeur économique comme de la farine. Une nouvelle étude démontre qu’il est possible de valoriser ce sous-produit via hydrolyse enzymatique. De cette manière, le produit voit sa valeur nutritionnelle augmenter et donc sa valeur économique.
Les populations de Lophius vomerinus sont menacées par les futures exploitations minières en haute mer. Sa capacité à bioaccumuler des substances toxiques comme le méthyl-mercure dans ses tissus (foie et gonades) joue en sa défaveur. Actuellement, bien que les concentrations en polluants au large de la Namibie soient faibles, elles devraient suivre l’augmentation des activités minières,. Les fonds marins au large de l’Afrique du Sud constituent avec l’Ukraine et le Brésil près de 65% des réserves connues de cobalt et de manganèse.

## Systématique
Le nom valide complet (avec auteur) de ce taxon est Lophius vomerinus Valenciennes, 1837.
Ce taxon porte en français les noms vernaculaires ou normalisés suivants : Baudroie diable,, Baudroie du Cap,.
Lophius vomerinus a pour synonyme :
- Lophius upsicephalus Smith, 1841